# Gobierno provisional de Atacama
El Gobierno Provisional de Atacama fue una entidad política instaurada tras la Revolución de 1859 por parte de la facción revolucionaria. Puede calificársele como un "gobierno paralelo" al oficial. El objetivo de este gobierno era trascender el ámbito de la provincia y llegar a la capital con el objeto de cambiar la Constitución de 1833 y refundar el país.
Se constituyó luego del inicio de la Revolución, una vez que Pedro León Gallo fue proclamado Intendente de Atacama por una asamblea popular.
Obras destacadas de este gobierno, además de dirigir la revolución contra las fuerzas gubernamentales, fueron la elaboración de la Bandera de Atacama y la emisión de la moneda llamada peso constituyente.
Este gobierno llegó a su fin tras el triunfo del Ejército regular y el exilio de León Gallo. 
En 1996 la bandera de los revolucionarios fue declarada como la bandera de la Región de Atacama.